# Oscar Carregal
Oscar Cirilo Carregal (Niterói, 14 de abril de 1898 — Rio de Janeiro, 25 de fevereiro de 1970), foi um futebolista brasileiro que atuava como atacante.

## Carreira
As poucas informações encontradas sobre Oscar Carregal afirmam que ele iniciou a sua carreira de futebolista em 1916 e encerrou em 1921 pelo Flamengo.
Foi convocado também para a Seleção Brasileira que disputou e conquistou a Campeonato Sul-Americano de Futebol de 1919. Pela sul-americano o atleta não atuou em nenhuma partida.[carece de fontes?] Pela Taça Roberto Chery, em homenagem ao goleiro uruguaio Roberto Chery, que morreu poucos dias antes, durante a disputa do Campeonato Sul-Americano Carregal atuou em uma partida pelo Brasil e não marcou gol.

## Títulos
Flamengo
- Campeonato Carioca: 1920, 1921

Seleção Brasileira
- Campeonato Sul-Americano de Futebol: 1919
- Taça Roberto Cherry 1919